# Calicnemia chaoi
Calicnemia chaoi är en trollsländeart som beskrevs av Wilson 2004. Calicnemia chaoi ingår i släktet Calicnemia och familjen flodflicksländor. IUCN kategoriserar arten globalt som otillräckligt studerad. Inga underarter finns listade i Catalogue of Life.